# Марково (Дорогобужский район)
Ма́рково — деревня в Дорогобужском районе Смоленской области России. Входит в состав Усвятского сельского поселения.
Население — 0 жителей (2007 год).
Расположена в центральной части области в 13 км к востоку от Дорогобужа, в 4 км севернее автодороги Р134 «Старая Смоленская дорога», на берегу реки Днепр. В 15 км севернее от деревни находится железнодорожная станция Вышегор на линии Москва — Минск.

## История
В годы Великой Отечественной войны деревня была оккупирована гитлеровскими войсками в октябре 1941 года, освобождена в сентябре 1943 года.
В деревне родился Герой Советского Союза Дмитрий Козлов.